# Lagedichtheidlipoproteïne
Lagedichtheidlipoproteïne of LDL zijn deeltjes in het bloed die zorgen voor het transport van cholesterol van de lever naar de weefsels. Het zijn grote complexen met een kern van lipiden die omgeven is door een mantel van wateroplosbare moleculen. Ze zijn met 18 à 28 nanometer groter dan hogedichtheidlipoproteïne, maar kleiner dan VLDL en chylomicronen. LDL heeft een dichtheid van 1,019 - 1,063 mg/mL.

## Samenstelling
Lagedichtheidlipoproteïne bestaat voor 78 à 80 procent uit cholesterolesters, triglyceriden, fosfolipiden en glycolipiden. Hierin zijn eiwitten opgelost, die 20 à 22 procent uitmaken van LDL. Deze eiwitten worden apolipoproteïnen genoemd en LDL bevat vooral het type B100. Zij zorgen ervoor dat de cholesterol en andere vetstoffen door het waterige bloed getransporteerd kunnen worden.  Apolipoproteïne B100 wordt herkend door receptoren van de weefselcellen, waardoor deze cellen de cholesterol kunnen opnemen indien nodig. Bij familiaire hypercholesterolemie werken deze receptoren niet, waardoor cholesterol zich ophoopt in het bloed.

## Aanmaak en stofwisseling
Bij de mens kan cholesterol ofwel via de voeding binnenkomen ofwel door de lever worden aangemaakt. Vooral dierlijke voedingsmiddelen, zoals vlees, eidooier en room bevatten veel cholesterol. Gemiddeld wordt ongeveer de helft van de cholesterol uit de voeding in het lichaam opgenomen en de helft uitgescheiden via de ontlasting. Bij volwassenen in Nederland komt er per dag zo’n 250 mg aan cholesterol binnen via de voeding en maakt de lever zo’n 800 tot 1500 milligram cholesterol aan. Deze aanmaak van de lever wordt genetisch gereguleerd en ook voeding beïnvloedt deze aanmaak. Sommige mensen hebben veel aanmaak door familiaire hypercholesterolemie. De lever gebruikt cholesterol voor de aanmaak van gal. Verder produceert de lever de lipoproteïnen waar ook cholesterol in voorkomt, waaronder LDL. Naast productie door de lever kan LDL op een tweede manier ontstaan doordat weefsels vetzuren halen uit VLDL door de werking van het enzym lipoproteïnelipase. In het bloed bevindt het meeste cholesterol zich in LDL. Door inname van groente en fruit krijgt men antioxidanten binnen, die de oxidatie van het cholesterol in LDL kunnen beperken. LDL kan uiteindelijk weer door de lever uit het bloed worden gehaald. Via de gal kan cholesterol het lichaam weer verlaten.

## Effecten van voeding op gehalte LDL in bloed
Het LDL-gehalte in bloed wordt verlaagd door:
- Voedingsvezels: Door voeding met veel wateroplosbare voedingsvezel (vooral pectine) neemt de darm minder cholesterol op en verliest het lichaam meer cholesterol via de ontlasting. De wateroplosbare voedingsvezel versnelt namelijk de passage van het voedsel in de dunne darm.
- Plantensterolen: Inname van twee à drie gram plantensterolen per dag laat gemiddeld het LDL-cholesterolgehalte in het bloed tien procent dalen.[5]
- Vermindering van de inname verzadigd vet: Beperking van de inname van voeding met verzadigd vet laat het LDL dalen.
- Inwisselen van verzadigd vet door onverzadigd vet of door koolhydraten.
- Inwisselen van transonverzadigd vet door onverzadigd vet of door koolhydraten.
- Koffie gefilterd bereiden en niet ongefilterde koffie koken. Dit komt door de diterpenen cafestol en kahweol, die bij filterkoffie in de filter blijven.[4]
- Cholesterol uit voeding verminderen. Bij ongeveer een kwart[6] tot een derde van de mensen neemt het LDL-gehalte af door voedingscholesterol te verminderen. Een voedingsmiddel rijk aan cholesterol is de dooier van eieren. Echter, ook het HDL-gehalte neemt af wanneer deze mensen minder voedingscholesterol innemen. Bij het overige deel van de bevolking heeft de inname van voedingscholesterol geen of nauwelijks effect op het LDL-gehalte.[7]

## Relatie metslagaderverkalking
Als er in het bloed kolken ontstaan door vertakking van bloedvaten, gaan afweercellen genaamd monocyten zich net onder de dekweefselcellen van de bloedvatwand nestelen. Zij veranderen daar in macrofagen en gaan cholesterol halen uit LDL dat beschadigd is door reacties met zuurstofatomen. LDL kan beschadigen door overgewicht, want dan kan LDL zijn cholesterol en vet niet kwijt, en door toxische stoffen zoals in het bloed komen door tabaksrook. De macrofagen veranderen dan in schuimcellen. HDL kan vervolgens weer cholesterol ophalen uit deze schuimcellen en het proces tegenwerken. Oftewel: Een hoge concentratie LDL verhoogt het risico en een hoge concentratie HDL verlaagt dit. Als de laag van dekweefselcellen vervolgens beschadigd wordt, dan kunnen er bloedpropjes ontstaan die bloedvaten afsluiten. Klachten ontstaan doorgaans pas bij een vernauwing van meer dan 50 procent van de doorsnede van het bloedvat.

## LDL meten in bloed
De LDL-concentratie kan in bloed worden gemeten of berekend worden uit de concentratie cholesterol, triglyceriden en hogedichtheidlipoproteïne (HDL) met behulp van de Friedewaldformule. Deze formule luidt: LDL-cholesterol = totaal cholesterol - HDL-cholesterol - ( 0,45 × triglyceriden ). Deze formule mag niet worden gebruikt als de triglycerideconcentratie hoger is dan 4,5 mmol/L. Bij de berekende concentratie is het van belang dat de persoon nuchter geprikt wordt. Cholesterolconcentraties in het bloed stijgen met de leeftijd: De concentratie bij een 70-jarige kan wel twintig procent hoger zijn dan die van een twintigjarige. Als iemand een waarde heeft van meer dan 130 mg LDL per deciliter bloed dan heeft deze persoon een hoog risico op ziekte. Als er bij iemand een LDL-waarde van meer dan 2,5 mmol per liter bloed wordt gemeten, dan wordt er in Nederland vaak een behandeling ingezet. Bij een te hoge waarden kan hypercholesterolemie optreden.